# Colonne murale

Anatomie globale d'un corail dur faisant apparaitre le squelette, le polype et d'autres tissus importants

La colonne murale est, chez les coraux durs, la partie du corps du polype qui relie le disque oral au disque basal.